# Djalma Santos
Djalma Santos (* 27. Februar 1929 in São Paulo; † 23. Juli 2013 in Uberaba (MG)), eigentlich Dejalma Dos Santos, war ein brasilianischer Fußballspieler. Neben Franz Beckenbauer und Philipp Lahm ist er der einzige, der bei drei Weltmeisterschaften ins All-Star-Team gewählt wurde (1954, 1958 und 1962).

## Laufbahn

### Vereine
Santos begann seine Laufbahn als Fußballer 1948 bei der Portuguesa in seiner Heimatstadt. Er gilt noch heute als einer der besten Rechtsverteidiger aller Zeiten. Er profitierte stets von seiner ausgezeichneten Technik und war außerdem mit einer überragenden Physis ausgestattet. So konnte er Einwürfe in regelrechte Flanken umwandeln, die Bälle erreichten den gegnerischen Strafraum. Doch trotz seiner Athletik suchte der nur 1,73 m große und 73 kg schwere Djalm Santos nie die übertriebene Härte und bevorzugte das technisch-elegante Spiel. Bezeichnend ist, dass er in seiner Karriere als Abwehrspieler keinen Platzverweis erhielt.
Seine Vereinskarriere bei Portuguesa São Paulo, SE Palmeiras und Athletico Paranaense dauerte von 1947 bis 1971. Er kam in dieser Zeit auf über 1000 Ligaspiele und gewann zahlreiche wichtige Titel, wie beispielsweise mit Palmeiras den Brasilienpokal, die Taça Brasil von 1960 und 1967, sowie 1967 auch das erste Torneio Roberto Gomes Pedrosa, welches als Vorläufer der 1971 eingeführten brasilianischen Landesmeisterschaft bewertet werden kann. Mit José Altafini, Julinho und Vavá erlebte Djalma Santos in seiner Zeit bei Palmeiras ab Mitte der 1950er Jahre eine neue Blütezeit.
Er gehörte am 23. Oktober 1963 der FIFA-Auswahl in London an, die zum 100. Geburtstag des englischen Verbandes gegen England vor 100.000 Zuschauern im Wembleystadion mit 1:2 Toren verlor. Er bildete dabei in der ersten Halbzeit (die mit 0:0 endete) vor Torhüter Lew Jaschin mit Karl-Heinz Schnellinger das Verteidigerpaar. Von Pelé wurde er in die FIFA 100 aufgenommen, einer Liste mit den 125 besten noch lebenden Fußballspielern.
Am 1. Juli 2013 musste sich Djalma Santos wegen einer Lungenentzündung in stationäre Behandlung begeben. Am 23. Juli 2013 verstarb er an den Folgen der Lungenerkrankung.

### Nationalmannschaft

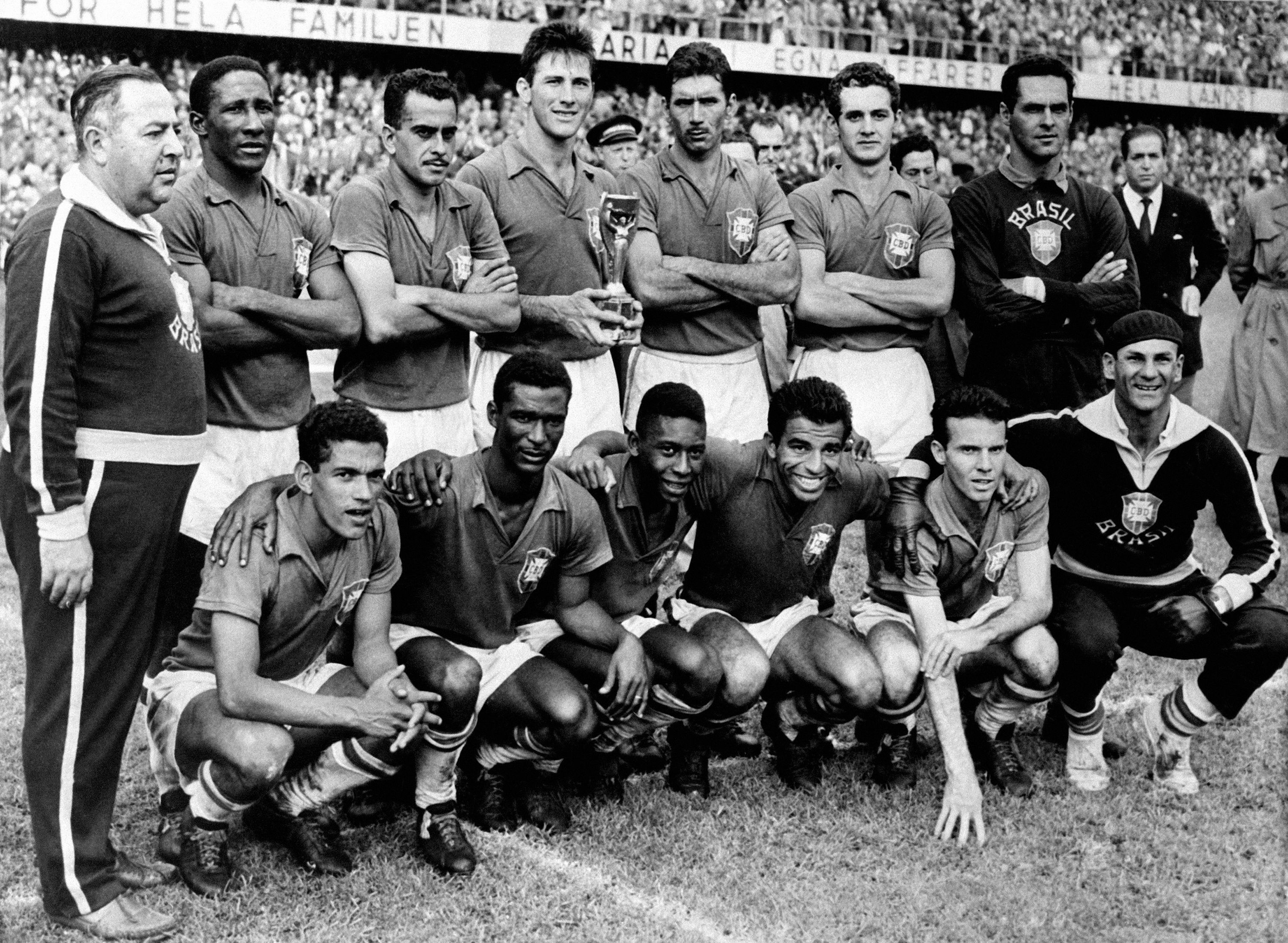
Brasilien 1958: Vicente Feola (Trainer), Djalma Santos, Zito, Bellini, Nilton Santos, Orlando, Gilmar – Garrincha, Didi, Pelé, Vava, Zagallo.

Er gewann mit der brasilianischen Nationalmannschaft die Fußball-Weltmeisterschaften 1958 und 1962 und nahm von 1954 bis 1966 an vier Weltmeisterschaften teil. Er bestritt 98 Einsätze für die brasilianische Nationalmannschaft und war vom 20. September 1959 bis zum 3. Juli 1998 Rekordnationalspieler Brasiliens.

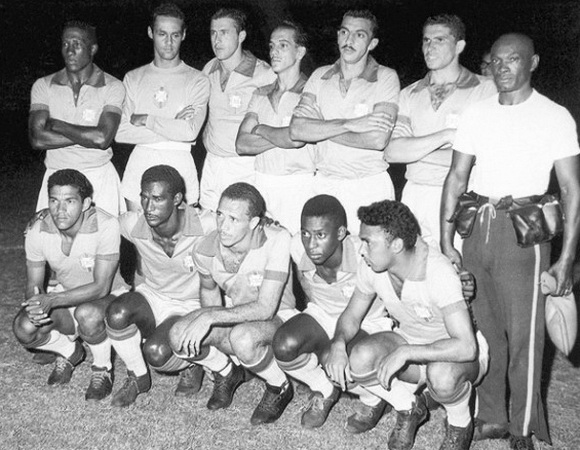
Campeonato Sudamericano 1959 Hinten: Djalma Santos, Gilmar, Bellini, Décio Esteves, Formiga, Coronel, Masseur Mário Américo;Vorne: Garrincha, Didi, Paulo Valentim, Pelé, Chinesinho

1959 wurde er mit der Nationalmannschaft ungeschlagener Zweiter hinter den Gastgebern bei der Südamerikanischen Fußballmeisterschaft in Buenos Aires.
Erstmals trug er am 10. April 1952 in Santiago de Chile gegen Peru (0:0) an der Seite von Ademir, Didi und Nílton Santos das brasilianische Nationaltrikot. Zwei Jahre später gehörte er zum Aufgebot für das WM-Turnier in der Schweiz. Im Viertelfinale gegen Ungarn zeigte er trotz der 2:4-Niederlage seines Teams eine starke Leistung und hielt Linksaußen Zoltán Czibor in Schach. Die Weltmeisterschaft 1958 in Schweden war für Santos zunächst ein unerfreuliches Kapitel: Der Rechtsverteidiger, der sich besonders durch Wendigkeit, Ballsicherheit und Schnelligkeit auszeichnete, musste bis zum Endspiel auf seinen ersten WM-Auftritt warten. Erst nach dem Ausfall von Nílton De Sordi besann sich Trainer Vicente Feola der Qualitäten von Djalma Santos. Beim 5:2-Finalerfolg über den Gastgeber Schweden verurteilte er deren zuvor überragenden Linksaußen Lennart Skoglund zur Bedeutungslosigkeit.
Bei der Titelverteidigung 1962 in Chile, als Pele sich schon im Vorrundenspiel gegen die Tschechoslowakei verletzt hatte, wurde der Erfolg aus einer starken Defensive heraus gesucht. Neben Garrincha und Amarildo gehörte der Rechtsverteidiger zu den Leistungsträgern in der Seleção. Auch als Brasilien 1966 in England bereits in der Vorrunde scheiterte, gehörte er als ältester Spieler des Turniers mit 39 Jahren dem Team an. Es war aber schlecht vorbereitet, da die brasilianischen Spitzenvereine lieber lukrative Privatspiele in aller Welt bestritten, als ausgeruhte Akteure zum WM-Turnier abzustellen. 1968 trug er beim 2:0-Sieg gegen Uruguay letztmals das Trikot der Nationalmannschaft.

## Erfolge

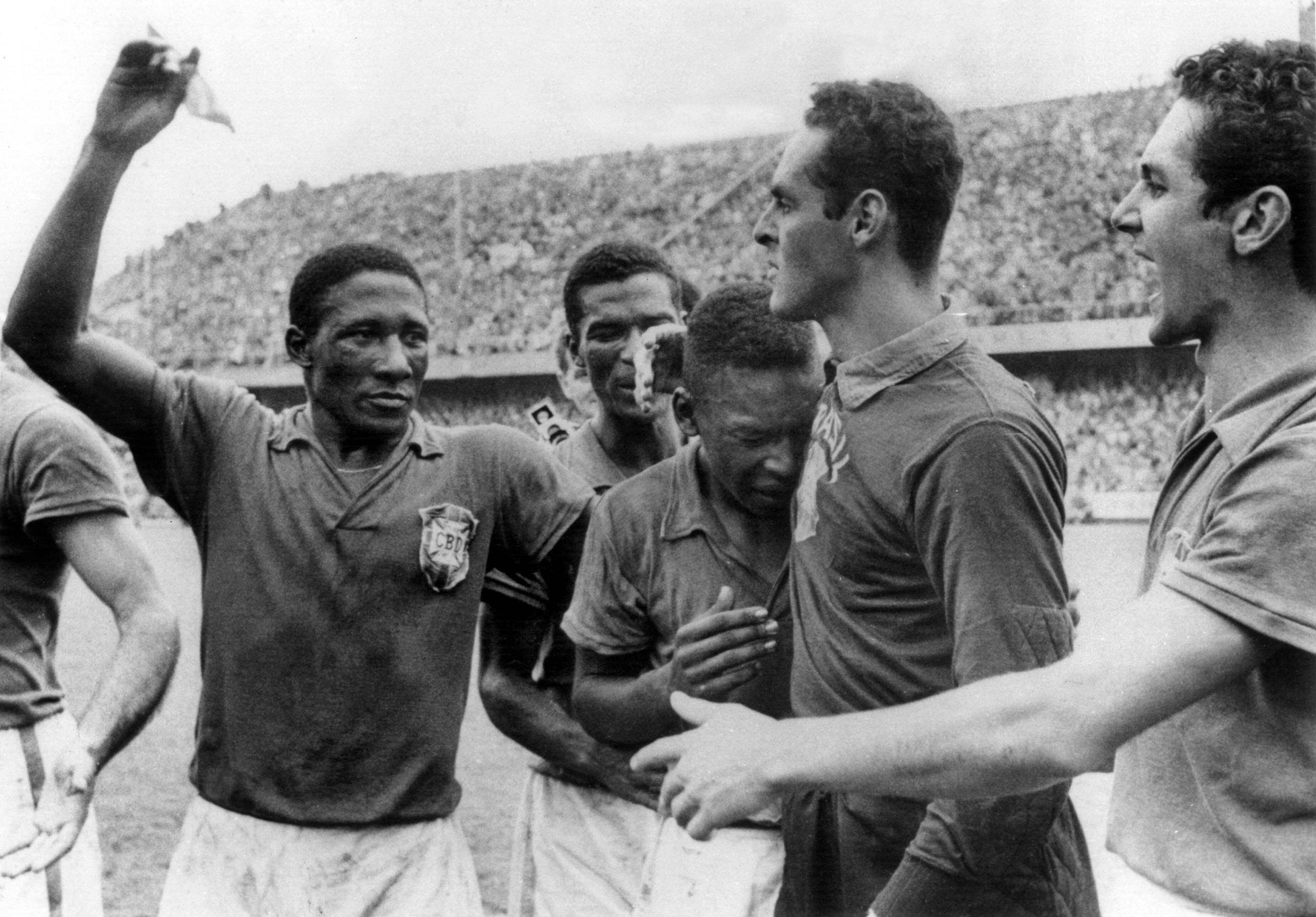
Djalma Santos (l.) mit Pelé und Gilmar nach dem Gewinn des Weltmeistertitels 1958

- Fußball-Weltmeisterschaft: 1958, 1962

- Torneio Roberto Gomes Pedrosa: 1967
- Taça Brasil: 1960, 1967
- Torneio Rio-São Paulo: 1952, 1955, 1965
- Staatsmeisterschaft von São Paulo: 1959, 1963, 1966
- Staatsmeisterschaft von Paraná: 1970